# Quinto Servilio Ahala
Quinto Servilio Ahala  cónsul romano en el año 365 a. C. y de nuevo en el año 362 a. C., en el último año de los cuales nombró dictador a Apio Claudio Craso, después de que su colega plebeyo Lucio Genucio Aventinense habubiera sido muerto en la batalla. 
En el año 360 a. C. él mismo fue nombrado dictador como consecuencia de una invasión gala y derrotó a los galos cerca de la puerta Colina. Se encargó de los comicios como interrex en el año 355 a. C.
Fue magister equitum en el año 351 a. C. del dictador Marco Fabio Ambusto cuando este fue nombrado para frustrar las leyes Licinias y elegido cónsul en 342 a. C. en los inicios de las guerras samnitas. Permaneció en la ciudad, ya que su colega tenía la dirección de la guerra.